# René Andrei
Pour les articles homonymes, voir Andrei.
René Jean Louis Andrei, né le 25 février 1906 à Paris et mort le 20 août 1987 à Arpajon, est un sculpteur et graveur français.

## Biographie
René Jean Louis Andrei naît le 25 février 1906 à Paris. Fils d'un artisan et sculpteur parisien, en 1920, il commence à fréquenter l'atelier de Louis Aimé Lejeune et les académies de dessin de Montparnasse.
Il obtient en 1925 une mention honorable au Salon des artistes français.
En 1926, il entre à l'École des Beaux-Arts à Paris. Il poursuit sa formation artistique lors d'un séjour à Madrid devenant pensionnaire de la Casa de Velázquez de 1935 à 1936. 
Il meurt le 20 août 1987 à Arpajon, et est inhumé au cimetière parisien de Bagneux (division 28).